# Leichtathletik-Europameisterschaften 1994/3000 m Hindernis der Männer

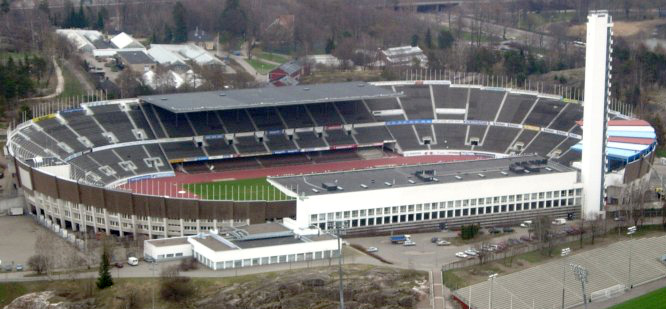
Das Olympiastadion von Helsinki im Jahr 2005

Der 3000-Meter-Hindernislauf der Männer bei den Leichtathletik-Europameisterschaften 1994 wurde am 9. und 12. August 1994 im Olympiastadion der finnischen Hauptstadt Helsinki ausgetragen.
In diesem Wettbewerb kam es zu einem italienischen Doppelsieg. Europameister wurde Alessandro Lambruschini, Bronzemedaillengewinner der Europameisterschaften 1990 und der Weltmeisterschaften 1993. Die Silbermedaille ging an Angelo Carosi. Der Belgier William Van Dijck kam auf den dritten Platz.

## Bestehende Rekorde
| Weltrekord           | 8:02,08 min | Moses Kiptanui    | Zürich, Schweiz       | 19. August 1992 |
| Europarekord         | 8:07,62 min | Joseph Mahmoud    | Brüssel, Belgien      | 24. August 1984 |
| Meisterschaftsrekord | 8:12,66 min | Francesco Panetta | EM Split, Jugoslawien | 30. August 1990 |

Der bestehende EM-Rekord wurde bei diesen Europameisterschaften nicht erreicht. Die schnellste Zeit erzielte der italienische Europameister Alessandro Lambruschini im Finale mit 8:22,40 min, womit er 9,74 s über dem Rekord blieb. Zum Europarekord fehlten ihm 14,78 s, zum Weltrekord 20,32 s.

## Legende
Kurze Übersicht zur Bedeutung der Symbolik – so üblicherweise auch in sonstigen Veröffentlichungen verwendet:
| NU23R | Nationaler U23-Rekord                    |
| DNF   | Wettkampf nicht beendet (did not finish) |

## Vorrunde
9. August 1994
Die Vorrunde wurde in zwei Läufen durchgeführt. Die ersten vier Athleten pro Lauf – hellblau unterlegt – sowie die darüber hinaus vier zeitschnellsten Läufer – hellgrün unterlegt – qualifizierten sich für das Finale.

### Vorlauf 1

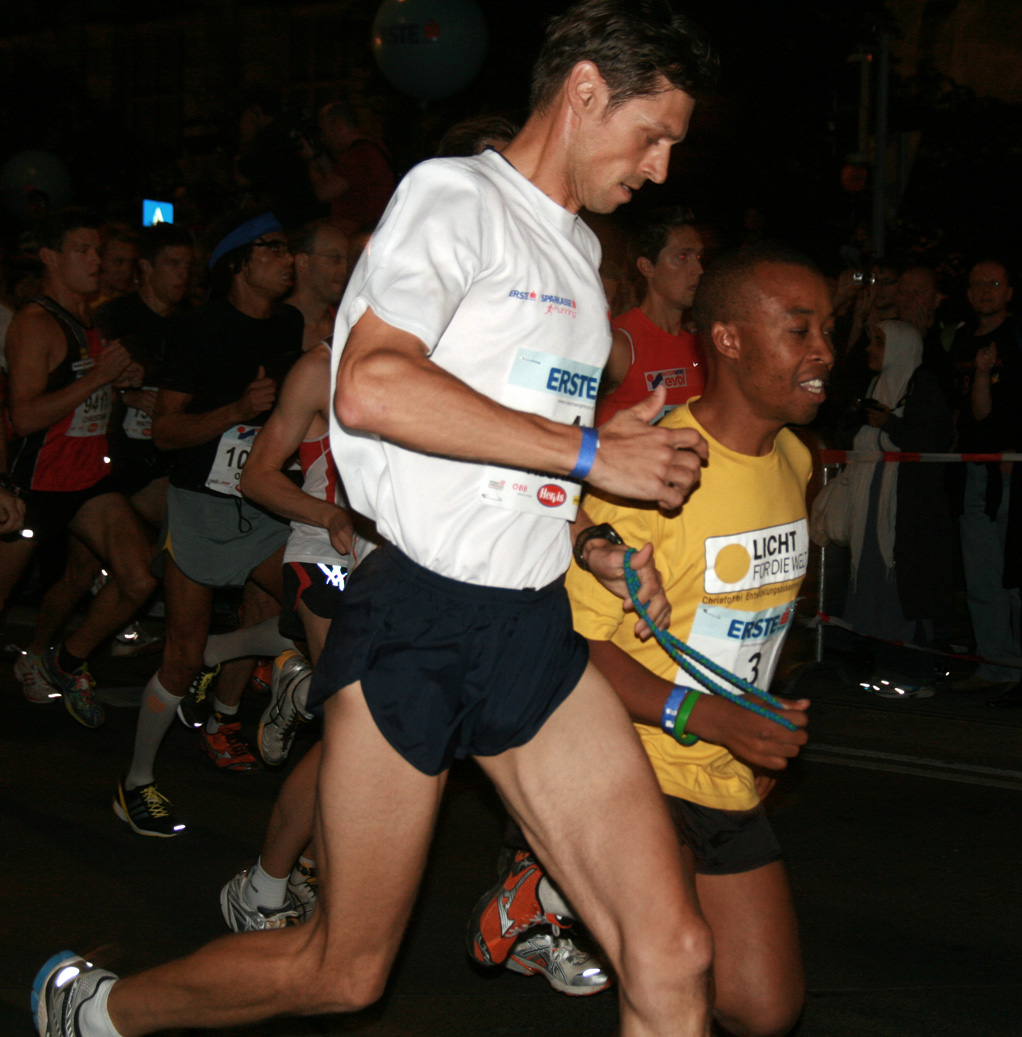
Um einen Rang verfehlte Michael Buchleitner (links) das Finale

| Platz | Name                 | Nation         | Zeit (min) |
| ----- | -------------------- | -------------- | ---------- |
| 1     | Angelo Carosi        | Italien        | 8:29,81    |
| 2     | Kim Bauermeister     | Deutschland    | 8:29,90    |
| 3     | Mark Rowland         | Großbritannien | 8:30,24    |
| 4     | William Van Dijck    | Belgien        | 8:30,93    |
| 5     | Tom Hanlon           | Großbritannien | 8:31,50    |
| 6     | Michael Buchleitner  | Österreich     | 8:33,90    |
| 7     | Ville Hautala        | Finnland       | 8:35,87    |
| 8     | Elisardo de la Torre | Spanien        | 8:38,16    |
| 9     | Vítor Almeida        | Portugal       | 8:47,49    |
| DNF   | Jon Azkueta          | Spanien        |            |

### Vorlauf 2
| Platz | Name                    | Nation         | Zeit (min) |
| ----- | ----------------------- | -------------- | ---------- |
| 1     | Alessandro Lambruschini | Italien        | 8:28,68    |
| 2     | Martin Strege           | Deutschland    | 8:28,98    |
| 3     | Wladimir Pronin         | Russland       | 8:29,35    |
| 4     | Markus Hacksteiner      | Schweiz        | 8:29,82    |
| 5     | Jim Svenøy              | Norwegen       | 8:30,14    |
| 6     | Francesco Panetta       | Italien        | 8:30,78    |
| 7     | Justin Chaston          | Großbritannien | 8:31,08    |
| 8     | Vasiliy Omelyusik       | Belarus        | 8:33,92    |
| 9     | Kåre Sørensen           | Dänemark       | 8:35,20    |
| 10    | Marcel Laros            | Niederlande    | 8:37,83    |
| 11    | Antonio Peula           | Spanien        | 8:44,21    |

## Finale

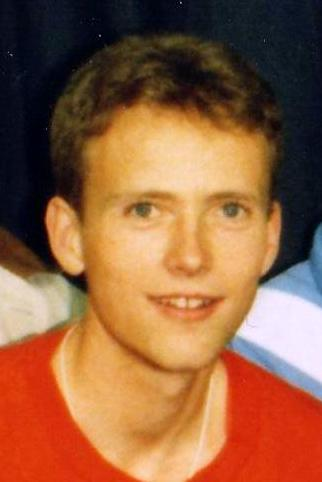
Jim Svenøy erreichte Platz sieben

12. August 1994
| Platz | Name                    | Nation         | Zeit (min)    |
| ----- | ----------------------- | -------------- | ------------- |
| 1     | Alessandro Lambruschini | Italien        | 8:22,40       |
| 2     | Angelo Carosi           | Italien        | 8:23,53       |
| 3     | William Van Dijck       | Belgien        | 8:24,86       |
| 4     | Mark Rowland            | Großbritannien | 8:26,00       |
| 5     | Wladimir Pronin         | Russland       | 8:26,33       |
| 6     | Martin Strege           | Deutschland    | 8:26,36       |
| 7     | Jim Svenøy              | Norwegen       | 8:28,12 NU23R |
| 8     | Francesco Panetta       | Italien        | 8:28,25       |
| 9     | Kim Bauermeister        | Deutschland    | 8:32,58       |
| 10    | Tom Hanlon              | Großbritannien | 8:36,06       |
| 11    | Justin Chaston          | Großbritannien | 8:36,83       |
| 12    | Markus Hacksteiner      | Schweiz        | 8:46,60       |

## Videolinks
- 5003 European Track & Field 3000m Steeplechase Men, www.youtube.com, abgerufen am 1. Januar 2023
- Men's 3000m Steeplechase Final European Champs Helsinki 1994, www.youtube.com, abgerufen am 1. Januar 2023